# Molenwaard
Molenwaard est une ancienne commune néerlandaise de la province de Hollande-Méridionale.
La commune a été créée le 1er janvier 2013 à la suite d'une fusion des anciennes communes de Graafstroom, Liesveld et Nieuw-Lekkerland. Le chef-lieu de la commune est Nieuport (Nieuwpoort).
Le 1er novembre 2013, la commune de Molenwaard comptait 29 033 habitants pour une superficie de 126,47 km2.